# Rentrée littéraire
La rentrée littéraire est une expression qui en France et en Belgique francophone désigne une période commerciale concentrant un grand nombre de parutions de nouveaux livres (tous genres confondus) et qui a lieu chaque année entre fin août et début novembre.

## But recherché
Ce « tir groupé » des éditeurs a deux buts à demi avoués[réf. nécessaire] :
- Profiter du bouche à oreille quelques mois avant les fêtes de fin d'année, période où se fait le plus gros de leur chiffre d'affaires.
- Mettre leurs protégés en bonne place pour l'obtention d'un prix littéraire, dont beaucoup sont décernés entre septembre et novembre. En effet, le simple ajout d'un bandeau sur la couverture d'un livre visant à signifier qu'il a reçu l'un de ces prix, peut faire s'envoler ses ventes (en particulier pour les prix les plus prestigieux tels le Goncourt ou le Renaudot ).

Par tradition, certains auteurs déjà récompensés lors des concours littéraires d'automne publient après la remise des prix, en janvier.
Lors de la rentrée littéraire de septembre 2014, 607 livres sont sortis, c'est moins bien que la moyenne de 2005 à 2012 qui porte le chiffre à 676. En septembre 2012, 646 ouvrages de fiction étaient publiés. En janvier 2013, 525 autres ouvrages s'y ajoutaient. Les rentrées littéraires de septembre 2011 et 2010 comptaient respectivement 654 et 711 nouveaux ouvrages. Bien qu'en baisse par rapport au début des années 2010, les chiffres de 2021 avec 521 ouvrages retrouvaient les niveaux pré-COVID (524 ouvrages en 2019) après une baisse en 2020 (511 ouvrages). Toutefois, 2022 a amené une nouvelle fois une baisse avec le plus bas niveau en 20 ans avec 490 ouvrages publiés.

### Essais
- Olivier Bessard-Banquy, « L'encombrement automnal » in La vie du livre contemporain : Étude sur l'édition littéraire 1975-2005, Presses Universitaires de Bordeaux, 2009, p. 257 et suiv.  (ISBN 9782867815515)
- Christine Évain et Frédéric Dorel, « La rentrée littéraire », in L'industrie du livre, en France et au Canada : perspectives, L'Harmattan, 2008, p. 99-100  (ISBN 9782296056992)

### Romans, pastiches et parodies
- Luc Chomarat, Le Livre de la rentrée, La Manufacture de livres, Paris, 2023, 240 p. (ISBN 9782385530044)
- Olivier Larizza, Le Best-seller de la rentrée littéraire, Andersen éditions, Paris, 2014, 228 p.  (ISBN 9782372850049)
- Christine Arnothy, Une rentrée littéraire, LGF/Le Livre de Poche, 2006, 317 p.  (ISBN 9782253113744)
- Patrick Besson, Ma rentrée littéraire, Éditions Cavatines, Paris, 2005, 33 p.  (ISBN 2-915850-01-1)
- Éric Naulleau, Au secours, Houellebecq revient ! Rentrée littéraire : par ici la sortie : entretiens avec Christophe Absi et Jean-Loup Chiflet,  Chiflet & Cie, Paris, 2005, 122 p.  (ISBN 2-7556-0039-X)
- Fabrice del Dingo, Rentrée littéraire, Lattès, 1999, 219 p.  (ISBN 2709621088) : pastiches de divers ouvrages, comme ceux de Michel Houellebecq, Virginie Despentes ou Mazarine Pingeot.